# Пассов (Мекленбург)
Пассов (нем. Passow) — община в Германии, в земле Мекленбург-Передняя Померания.
Входит в состав района Пархим. Подчиняется управлению Эльденбург Любц. Население составляет 703 человека (на 31 декабря 2010 года). Занимает площадь 24,62 км².
Коммуна подразделяется на 7 сельских округов.